# Сутора сичуанська
Суто́ра сичуанська (Sinosuthora zappeyi) — вид горобцеподібних птахів родини суторових (Paradoxornithidae). Ендемік Китаю.

## Опис
Довжина птаха становить 12,5 см. Голова, груди, шия і верхня частина спини сірі, на тімні темно-сірий чуб. Решта верхньої частини тіла каштанова, хвіст сіруватий. Горло біле, нижня частина тіла охриста. Навколо очей білі кільця, очі чорні. Дзьоб короткий, вигнутий, оранжевий, на кінці жовтий.

## Підвиди
Виділяють два підвиди:
- S. z. zappeyi (Thayer & Bangs, 1912) — південь центрального Сичуаню і північний захід Гуйчжоу;
- S. z. erlangshanica (Cheng, T, Li, G & Zhang, Q, 1983) — гора Ерлан (Сичуань).

## Поширення і екологія
Сичуанські сутори живуть в гірських хвойних лісах та у високогірних рододендронових і бамбукових заростях. Зустрічаються на висоті від 2350 до 3450 м над рівнем моря.

## Збереження
МСОП класифікує цей вид як вразливий. За оцінками дослдідників, популяція сичуанських сутор становить від 3500 до 15000 птахів. Їм загрожує знищення природного середовища.